# Chalisgaon
Chalisgaon è una città dell'India di 91.094 abitanti, situata nel distretto di Jalgaon, nello stato federato del Maharashtra. In base al numero di abitanti la città rientra nella classe II (da 50.000 a 99.999 persone).

## Geografia fisica
La città è situata a 20° 28' 0 N e 75° 1' 0 E e ha un'altitudine di 343 m s.l.m.

## Società

### Evoluzione demografica
Al censimento del 2001 la popolazione di Chalisgaon assommava a 91.094 persone, delle quali 47.647 maschi e 43.447 femmine. I bambini di età inferiore o uguale ai sei anni assommavano a 11.440, dei quali 6.222 maschi e 5.218 femmine. Infine, coloro che erano in grado di saper almeno leggere e scrivere erano 66.641, dei quali 37.700 maschi e 28.941 femmine.